# Eric Obinna Chukwunyelu
Eric Obinna Chukwunyelu (* 10. Juni 1981 in Owerri) ist ein nigerianischer Fußballspieler, der auch die französische Staatsbürgerschaft besitzt.

## Werdegang als Spieler
Obinna spielte in seiner Jugend beim nigerianischen Verein Iwuanyanwu Comets und in Brasilien beim EC Vitória. 1998 wurde Obinna vom englischen Profiverein FC Arsenal verpflichtet, erhielt dort aber trotz Fünf-Jahres-Vertrag keine Arbeitserlaubnis und wurde an den AS St. Etienne ausgeliehen. Als er nach der Spielzeit 1999/00 aus Frankreich von Red Star Paris nach London zurückkehrte, erhielt Obinna wiederum keine Arbeitserlaubnis beim FC Arsenal und es folgte eine weitere Ausleihe nach Frankreich, dieses Mal zum FC Rouen. Nach zwei Saisons beim Rouen zog es den Stürmer nach Deutschland zuerst für zwei Spielzeiten zu den Stuttgarter Kickers und danach zu den Amateuren vom 1. FC Kaiserslautern. Danach war Obinna noch für den FC Reading und Stevenage Borough in England und für den SS Cassino 1927 in Italien am Ball. Bis er 2007 in sein Heimatland zu Heartland FC zurückkehrte. Anschließend war er noch für diverse Vereine in Südkorea, Singapur und Malta aktiv.